# El Allia
El Allia là một đô thị thuộc tỉnh Ouargla, Algérie. Dân số thời điểm năm 2002 là 6.53 người.